# Antonio Gentilini
Antonio Gentilini (Moimacco, 28 aprile 1908 – Cividale del Friuli, 23 settembre 1977) è stato un pittore italiano.

## Biografia
Nasce a Moimacco da famiglia contadina, secondo di tre fratelli, si dedica sin giovanissimo alla pittura sotto la guida del maestro De Vecchi (esponente dell'Alta Scuola Veneta) ottenendo ottimi risultati. Quindi il periodo di leva, militare ad Aosta e al suo rientro lo zio parroco, don Onorio, lo chiama a decorare la Chiesa di Ciseriis di Tarcento dove, a 22 anni di età, dipinge la sua prima grande opera a carattere religioso:  una Risurrezione a soffitto, di ben sette metri per tre. Inizia così la sua strada nella decorazione di chiese, dapprima suggerito e poi raccomandato dalla Commissione d'arte sacra della Curia udinese; nel 1937 Lucilla diventerà la sua sposa che lo renderà padre due volte (Sergio e Lucia).
Nel 1940 e 1941 viene richiamato, è inviato prima in Yugoslavia e poi in Albania. Tornato a casa riprende a operare nelle chiese dove lascia decorazioni restauri e affreschi molti dei quali andati perduti a causa del tremendo terremoto del 1976. Dipinge molto sperimentando un'ampia varietà di tecniche e di gamme cromatiche, "scrivendo" una lunga serie di colorate pagine in un cammino che durerà per tutta la vita: una sorta di diario aperto e sincero, con brani intensi ed emozionanti, dettati dalla ricchezza della sua interiorità che ci parlano della sua feconda libertà: infatti è rimasto sempre libero, mai legato ad alcuna moda, per essere sempre e solo se stesso esprimendo con forza e nei toni più diversi, sentimenti, pensieri, emozioni e gli aspetti genuini e più caratteristici del suo Friuli.
Nel 1972 è stato insignito dell'Onorificenza di Cavaliere della Repubblica Italiana. Muore a Cividale del Friuli nel 1977.

## Elenco delle Chiese affrescate in Friuli
L'elenco riporta le chiese affrescate da Antonio Gentilini, purtroppo molte di esse sono state lesionate e/o distrutte dal devastante terremoto del 1976 e molte delle sue opere sono andate perdute.
- Antro, la cappella della celebre grotta;
- Bottenicco;
- Buttrio;
- Basagliapenta;
- Campeglio;
- Castelmonte, nel Santuario della Vergine;
- Coritis-Oseacco di Resia;
- Corno di Rosazzo, Chiesa e Monumento ai Caduti in cimitero;
- Cepletischis;
- Ciseriis di Tarcento;
- Carraria di Cividale del Friuli;
- Cerneglons;
- Cividale del Friuli, Chiesa di san Domenico, Chiesa di san Martino, restauro pale del Duomo, Istituto Orsoline, pianta topografica della città;
- Cravero, la statua della Madonna;
- Fagagna;
- Forni di Sotto, Chiesa parrocchiale e altre due minori;
- Interneppo;
- Loneriacco di Tarcento;
- Liessa;
- Mels;
- Moimacco;
- Mussons di Morsano al Tagliamento;
- Manzinello;
- Purgessimo;
- Pavia di Udine;
- Palazzolo dello Stella;
- Pocenia;
- Precenicco;
- Premariacco;
- Qualso;
- Ribis di Reana, Chiesa e Casa degli Oblati;
- Remanzacco;
- Rualis di Cividale del Friuli;
- Ravosa;
- Remanzacco, il Cristo crocifisso (affresco, all'esterno);
- Roveredo in Piano;
- Savogna;
- Sanguarzo di Cividale del Friuli;
- San Mauro di Premariacco;
- Sant'Andrat del Judrio;
- San Pietro al Natisone;
- San Volfango;
- Santa Maria la Longa;
- Tomba di Mereto;
- Togliano;
- Topolò;
- Tercimonte;
- Titiano di Latisana;
- Tricesimo, Santuario della Madonna Missionaria;
- Vergnacco;
- Vernasso di San Pietro al Natisone;
- Visinale del Judrio;
- Valle di Soffumbergo;
- Zompitta;
- Zompicchia;
- Ziracco, Chiesa parrocchiale e Monumento ai Caduti.

## Mostre

### Mostre in collettiva
- Buia 1942 e 1943
- Tricesimo 1945 e 1946
- Cividale del Friuli 1945 e 1946
- Cividale 1947, artisti cividalesi, al Liceo artistico
- Tricesimo 1947
- Cividale 1948, artisti cividalesi
- Udine 1948, al Circolo Artistico
- Cividale 1949
- Udine 1950
- Cividale 1952,'54,'57,'60
- Cividale 1963 e 1967, artisti, sala P. S. Leicht
- Cividale 1970, centenario Soc. Operaia
- Grado 1970
- Lignano 1971
- S. Pietro al Natisone 1972, interregionale FVG, Carinzia, Slovenia
- Milano 1975, Arte contemporanea, alla C.3.
- Cividale 1987, sul Ponte del Diavolo, Chiesa di S. Maria di Corte
- Cividale 1988, arte e maestri artigiani del '900, in S. Francesco
- Cividale 1993, nella nuova Sede della Banca Popolare

### Mostre personali
- Cividale del Friuli, 1960, al Caffè San Marco
- Lignano 1966, Terrazza a mare
- Cividale del Friuli 1967, al Caffè San Marco
- Udine 1971, Galleria Carducci
- Pordenone 1971, Galleria Teardo
- Jesolo 1972, Galleria Bortoletto
- Cividale 1973 e '74, al Caffè San Marco
- Pordenone 1975 e '76, Galleria Grigoletti

### Mostre retrospettive in suo omaggio e ricordo
- Cividale del Friuli, 1978 (Galleria in Piazza Diacono)
- Moimacco, 1979 (in Comune, Sala consiliare)
- Roveredo in Piano, 1980 (Biblioteca Civica)
- Remanzacco, 1981(Comune, Sala mostre)
- Pordenone, 1983 (Società Operaia, Palazzo Policreti)
- Ricordo-omaggio a Porcia all'UTLE, venerdì 7 ottobre 2011, dal figlio Sergio
- Prata di Pordenone, 1984 (Circolo iniziative culturali)
- Sacile, 1986 (Circolo artistico Luigi Nono)
- Cividale del Friuli, 1987, nel decennale (Chiesa di S. Francesco)
- Cividale, 1988 (collettiva Società Operaia)
- Sacile, 1993 (Zanussi, Comune, Lions Club, in ex Chiesa S. Gregorio)
- Roveredo, 1997, nel ventennale (Biblioteca Civica)
- Conegliano, 2003 (Galleria Rosselli)
- Venzone, 2004 (Comune, Palazzo Orgnani-Martina)
- Parigi, 2005
- Cordovado, 2005 (Comune, Palazzo Cecchini)
- Villa Contarini sul Brenta, 2005, Arte contemp. dal '900 a oggi
- Londra, 2005
- Pordenone, 2006 (Soc. Operaia, Ascon e Provincia, al Palazzo Policreti)
- S. Lorenzo/Arzene, 2007, nel trentennale (Sede Scuole elem.)
- Londra, 2008, centenario della nascita
- Moimacco, 2008, centenario della nascita (Comune)
- Cividale del Friuli, dicembre 2010 - gennaio 2011 a cura della Somsi nel 140° della sua fondazione - rassegna collettiva di 19 Artisti: Arte e artisti nella Cividale del '900 (i 'Maestri della svolta che nel 1947 girarono pagina) allestita in Santa Maria dei Battuti
- Mostra a Londra (org. Platinum Collection con relativo Catalogo) dal 14 febbraio 2012